# Epiplema parvula
Epiplema parvula är en fjärilsart som beskrevs av Moore 1887. Epiplema parvula ingår i släktet Epiplema och familjen Uraniidae. Inga underarter finns listade i Catalogue of Life.